# Peter Böhmer
Peter Böhmer (* 20. Oktober 1923 in Landsberg an der Warthe; † 2011 in Berlin) war ein deutscher Tänzer und Schauspieler.

## Leben
Peter Böhmer war Sohn der Schauspielerin Maria Selma Böhmer, die im Juli 1943 im KZ Auschwitz ermordet wurde. Sein Bruder Ernst Böhmer wurde bereits am 11. November 1940 im KZ Dachau ermordet.
Böhmers Familie zog um 1930 nach Berlin. 1936 wurden sie ins Zwangslager Berlin-Marzahn eingewiesen und mussten ihren gesamten Hausrat zurücklassen. Kurz vor seinem Tod berichtete Böhmer über diese Zeit:

„Unter fürchterlichen Verhältnissen mussten wir dort leben. Wir hatten kaum Wasser. Ein Brunnen wurde erst gebaut. […] Es kamen die Rassenforscher; die haben uns vermessen. Das Gesicht, die Augen, die Haarfarbe usw. Dann haben sie uns Blut abgenommen.“

Böhmer begann eine Ballettausbildung bei Tatjana Gsovsky, bis er 16 Jahre alt war und ihr verboten wurde, ihn zu unterrichten. Außerdem wurde ihm die deutsche Staatsbürgerschaft entzogen. 1941 wurde er zum Dienst in einer Fabrik für Munitionskisten in Berlin-Lichtenberg verpflichtet. Weil er sich über die Arbeit beschwerte, wurde er verhaftet und ins KZ Sachsenhausen deportiert und von dort am 16. Oktober 1941 ins KZ Neckarelz weiter transportiert. Am 2. April 1945 wurde er ins KZ Dachau und am 5. April weiter in dessen Außenlager München-Riem verbracht. Von dort wurde er auf einen Todesmarsch nach Österreich geschickt, den jedoch amerikanische Truppen befreiten.
Nach seiner Befreiung kehrte Böhmer nach Berlin zurück und schloss seine Tanzausbildung bei Tatjana Gsovsky ab. Dazu studierte er Stepptanz und erhielt Gesangsunterricht bei Helmut Strutz. Gsovsky verhalf ihm zu einem ersten Soloauftritt in der Deutschen Oper Berlin. Im Laufe seiner Karriere folgten zahlreiche Film- und Fernsehauftritte, unter anderem mit den Kessler-Zwillingen, Hildegard Knef und Caterina Valente. Erst 1985 erhielt Böhmer seine deutsche Staatsbürgerschaft zurück.

## Ehrungen
2011 wurden in Marzahn elf Metallstelen errichtet, die an das Zwangslager Berlin-Marzahn erinnern – eine davon porträtiert Böhmer.